# Grozești (Mehedinți)
Grozești é uma comuna romena localizada no distrito de Mehedinți, na região de Oltênia. A comuna possui uma área de 42.95 km² e sua população era de 2195 habitantes segundo o censo de 2007.